# Pristiphora testacea
Pristiphora testacea är en stekelart som först beskrevs av Louis Jurine 1807.
Pristiphora testacea ingår i släktet Pristiphora, och familjen bladsteklar. Arten är reproducerande i Sverige.